# Обручев (пароход, 1852)
«Обручев» — колесный паровой вооружённый баркас открытого типа с металлическим корпусом, входил в состав Аральской флотилии Российской империи и предназначался для охраны воинских коммуникаций на Сырдарье. 
Первое паровое судно на Аральском море, единственный колесный паровой баркас Российского императорского флота. Был наименован в честь генерала Русской императорской армии В. А. Обручева.

## Описание судна
Колесный паровой вооружённый баркас открытого типа с клёпаным металлическим корпусом водоизмещением 16 тонн. Длина баркаса составляла 21,34 метра, ширина — 2,79 метра, а осадка по сведениям из различных источников от 0,69 до 0,7 метра. На судне была установлена паровая машина мощностью 12 номинальных или 40 индикаторных лошадиных сил, в качестве движителя использовались два бортовых гребных колеса, а в качестве топлива для паровой машины — дрова. Баркас был оборудован паропроводом, трубопроводом питательной воды и газоотводным трубопроводом с дымовой трубой.
На судне был установлен один небалансирный руль на рудерпосте, из навигационных устройств присутствовал ручной лот. В носовой части баркаса размещался адмиралтейский якорь, отдаваемый и поднимаемый вручную. В носовой и кормовой частях также были установлены по одному флагштоку. В качестве спасательных средств использовались спасательные круги и пояса.
Для подачи звуковых и световых сигналов на баркасе был установлен паровой свисток и 4 сигнально-отличительных фонаря (топовый, бортовой зелёный, бортовой красный и кормовой). Вооружение баркаса составляли две 6-ти фунтовые медные карронады, а экипаж состоял из 14-ти человек.

## История службы
В 1851 году паровой баркас «Обручев» был заложен на заводе «Корлзунд» в Швеции. В следующем году в разобранном виде вместе с пароходом «Перовский» был доставлен через Оренбург в Раимское укрепление. Весной 1853 года сборка паровых судов была завершена, они были спущены на воду и вошли в состав Аральской флотилии под командованием А. И. Бутакова. Таким образом было открыто судоходство по Сырдарье. В качестве топлива использовался саксаул, растущий по берегам реки. Оба судна отличались малой осадкой, поэтому для выходов в море предусматривалось использовать выдвижные кили.
Совместно с пароходом «Перовский» принимал участие в штурме крепости Ак-Мечеть. Командир баркаса, лейтенант Х. П. Эрдели, во время штурма командовал флотским десантом и за отличие в бою награждён орденом Святого Георгия 4-й степени.
В 1859 году «Обручев» принимал участие в военных действиях у Кунграда, после чего  вернулся в дельту Амударьи с командующим флотилией на борту, где произвел картографирование реки вплоть до Нукуса, при этом пароход дважды прошёл мимо этой хивинской крепости.
Во время боевых действий против Кокандского и Бухарского ханств с 1864 по 1868 год пароход «Перовский» и баркаc «Обручев» осуществляли воинские перевозки. Оба парохода принимали участие в Хивинском походе 1873 года. В 1876 году совершал плавания по Сырдарье.
В кампании 1879 и 1880 годов находился у города Казалинска, а также использовался для исследования нового прохода в Амударью через протоку Ишан.
В 1883 году паровой баркас «Обручев» был исключён из списков судов флота.

## Командиры судна
В разное время командирами парового баркаса «Обручев» служили:
- капитан-лейтенант А. И. Бутаков[14];
- лейтенант Х. П. Эрдели[14];
- мичман А. А. Глоба-Михайленко (1876 год)[12];
- капитан-лейтенант В. И. Брюхов (1879—1880 годы)[15].

## Память
«Обручев» фигурирует в произведении Аннамухамеда Клычева «Кугитанская трагедия», также сохранилась фотография судна.

### Комментарии
1. ↑  Калибр 76,2 мм.
2. ↑  Или «Карлзунд»